# Jan Stefan Tyzenhauz
Jan Stefan Tyzenhauz herbu Bawół (zm. w 1730 roku) – marszałek Trybunału Głównego Wielkiego Księstwa Litewskiego w 1716 roku, wojewoda mścisławski w 1714 roku, pisarz wielki litewski w 1699 roku.
Jako poseł powiatu wilkomierskiego był uczestnikiem Walnej Rady Warszawskiej 1710 roku.